# Чемпионат России по баскетболу 2013/2014
Чемпионат России по баскетболу 2013/2014 является 1-м сезоном, проводимым под эгидой Единой лиги ВТБ, и 23-м Чемпионатом России. Чемпионом России стал ЦСКА.

## Передача прав на чемпионат России
Российские клубы, выступающие в Единой лиги ВТБ, 28 августа 2013 года подготовили проект договора о передаче прав на чемпионат России по баскетболу. 29 августа на исполкоме РФБ он был утвержден.

## Результаты матчей
см. Единая лига ВТБ 2013/2014. Группа А, Единая лига ВТБ 2013/2014. Группа В, Единая лига ВТБ 2013/2014. Плей-офф

## Итоговая таблица
| Место | Клуб             |
| ----- | ---------------- |
| 1     | ЦСКА             |
| 2     | Нижний Новгород  |
| 3     | УНИКС            |
| 4     | Химки            |
| 5     | Локомотив-Кубань |
| 6     | Триумф           |
| 7     | Красные крылья   |
| 8     | Енисей           |
| 9     | Красный Октябрь  |
| 10    | Спартак          |